# Hộ nông dân
Hộ nông dân (nông hộ) là những hộ gia đình chủ yếu hoạt động nông nghiệp, bao gồm cả nghề rừng, nghề cá, và hoạt động phi nông nghiệp ở nông thôn nhưng khó phân biệt các hoạt động có liên quan với nông nghiệp và không có liên quan với công nghiệp. Hay nói cách khác, nông hộ có phương tiện kiếm sống từ ruộng đất và sử dụng chủ yếu lao động gia đình và sản xuất; luôn nằm trong hệ thống kinh tế rộng lớn nhưng về cơ bản được đặc trưng tham gia một phần vào thị trường với mức độ chưa hoàn chỉnh.